# Оресса
Оресса (бел. Арэ́са, Раса) — река в Гомельской и Минской областях, правый приток Птичи.
Длина реки — 151 км, площадь водосборного бассейна — 3580 км².
Среднегодовой расход воды в 12 км от устья — 15,9 м³/с. Истоки реки находятся в Левки Стародорожского района Минской области, далее река протекает по Центрально-Березинской равнине, в нижнем течении — по Припятскому Полесью. Ширина реки в верховьях — 5-10 м, в нижнем течении — 30-35 м. В полесской части находится большое количество мелиоративных каналов.
На берегах реки находится город Любань, в 7 км к северу от которого находится Любанское водохранилище, а также деревня Буда.
Притоки — Солон (левый); Талица (правый); Освица (правый).
Река также известна поэмой Янки Купалы «Над ракой Арэсай».